# Sébastien Turgot
Sébastien Turgot (* 11. April 1984) ist ein ehemaliger französischer Radrennfahrer.

## Karriere
Turgot gewann 2007 die Gesamtwertung der Trois Jours de Vaucluse und eine Etappe Tour de Bretagne. Daraufhin erhielt er ab 2008 einen Vertrag bei dem französischen UCI ProTeam Bouygues Télécom, für das er schon 2006 als Stagiaire fuhr.
Für diese Mannschaft gewann er 2008 eine Etappe der Tour Ivoirien de la Paix, 2010 eine Etappe der Driedaagse van De Panne-Koksijde und 2011 den Prolog der Boucles de la Mayenne. Außerdem bestritt er für dieses Team die Tour de France 2010 und 2011, die er auf den Plätzen 113 und 120 beendete.
Von 2014 bis zu seinem Karriereende nach Ablauf der Saison 2016 fuhr Turgot AG2R La Mondiale, ohne weitere internationale Rennen zu gewinnen. Allerdings konnte er bei den Klassikern vordere Platzierungen erzielen. So wurde bei Paris-Roubaix 2012 Zweiter und 2014 Zehnter sowie Achter der Flandern-Rundfahrt 2013. Er bestritt mit der Vuelta a España 2014 seine letzte Grand Tour und wurde 154.
Auf der Bahn wurde Turgot 2008 französischer Meister in der Mannschaftsverfolgung und im Madison.

## Erfolge

### Straße
2007
- Gesamtwertung Trois Jours de Vaucluse
- eine Etappe Tour de Bretagne

2008
- eine Etappe Tour Ivoirien de la Paix

2010
- eine Etappe Driedaagse van De Panne-Koksijde

2011
- Prolog Boucles de la Mayenne

### Bahn
2008
- Französischer Meister – Madison
- Französischer Meister – Mannschaftsverfolgung